# Casa del Mutilato (Napoli)
La Casa del Mutilato è un edificio di Napoli; è localizzato tra piazza Matteotti, via Guantai Nuovi e via Armando Diaz.
L'edificio, voluto dall'Associazione Nazionale fra Mutilati ed Invalidi di Guerra, venne eretto tra il 1938 e il 1940 ed inaugurato poco dopo lo scoppio della seconda guerra mondiale.
Il progetto di una casa del mutilato fu commissionato a Camillo Guerra. Il disegno iniziale prevedeva un andamento diagonale con ingresso angolare, proprio sul punto di confluenza tra via Armando Diaz e via Guantai Nuovi, entrambe importanti strade di comunicazione napoletane. Per questioni stilistiche il Guerra decise di non realizzare la soluzione d'angolo; l'ingresso è tuttavia decentrato per fronteggiare l'imponente Palazzo delle Poste.
L'atrio d'accesso è caratterizzato dallo scalone monumentale sormontato dalla statua della Vittoria (tematica ricorrente nel periodo fascista) per la quale fu stanziato un compenso di 50.000 lire. 
Le facciate sono interrotte da una sequenza di setti binati in piperno, mentre ai lati dell'ingresso, posti a delimitazione del portale, ci sono due blocchi, ancora in piperno, scolpiti da Vico Consorti e Giuseppe Pellegrini per un compenso di 500.000 lire.
L'ingresso, gli interni e, in particolare, l'atrio e il salone per assemblee, mostrano un apparato decorativo realizzato in onore del partito fascista con temi quali il lavoro, la vittoria, la marcia su Roma, la conquista della Libia e le aquile romane (simbolo dell'impero) nel Salone d'Onore.